# Victor Kiernan
Edward Victor Gordon Kiernan (Ashton-on-Mersey prop de Manchester, 4 de setembre de 1913 - Stow, Escòcia, 17 de febrer de 2009), va ser un historiador marxista britànic, professor de la Universitat d'Edimburg i membre del Grup d'Historiadors del Partit Comunista.

## Biografia
Nascut a Ashton-on-Mersey, un districte sud de Manchester, Kiernan va ser un dels tres fills d'Ella Young i John Edward Kiernan, que va exercir de traductor d'espanyol i portuguès. La seva família provenia d'una tradició religiosa congregacionalista i no conformista que després Kiernan va suggerir que va tenir un paper en la seva formació socialista i la de molts del grup d'historiadors del Partit Comunista fundat el 1946.
Estudiant de la Grammar School de Manchester, Kiernan va desenvolupar una passió per als clàssics, ja que va afegir grec i llatí antic a les llengües europees modernes que ja havia après a casa. Amb l'ajut de tres noves beques, va passar al Trinity College, a Cambridge, on va aconseguir un First-in-star First in History. Hi va romandre durant set anys, primer com a estudiant, després com a llicenciat i investigador i des de 1937, com a membre (fellow), sempre amb excepcional brillantor. El 1934, any de la seva llicenciatura, va ingressar al Partit Comunista, en el qual romandria 25 anys. El seu primer llibre, British Diplomacy in China 1880-1885 (1939), ja anunciava el seu interès pel món exterior a Europa.
Potser la influència més gran sobre Kiernan va ser la de Maurice Dobb, professor d'economia a Cambridge, que s'havia unit al Partit Comunista de Gran Bretanya el 1920. Kiernan va escriure més tard: «No vam tenir temps aleshores per assimilar la teoria marxista més que d'una manera aproximada. Només començava a arrelar a Anglaterra, tot i que tenia un notable expositor a Cambridge amb Maurice Dobb».
El 1938, com a jove professor, Kiernan va anar a Bombai per continuar les seves activitats polítiques i ensenyar al Sikh National College i al Aitchison College de Lahore, Índia (actual Pakistan). Poc després de la seva arribada es va casar amb l'activista de teatre i amiga de la infància d'Indira Nehru, Shanta Gandhi. Tot i que es van mantenir amics, es van separar quan Kiernan va tornar a Cambridge el 1946 per completar la seva recerca.
Rebutjat per Cambridge i Oxford, Kiernan va obtenir un lectorat el 1948 a la Universitat d'Edimburg, gràcies a la intervenció de l'historiador Richard Pares. El 1970, Kiernan va rebre una càtedra en història moderna; una posició que va ocupar fins a la seva jubilació el 1977. Després d'haver-se unit al PCGB el 1934, finalment el va abandonar el 1959, principalment per disconformitat amb la repressió de la revolució hongaresa de 1956, 
El 1993, als 80 anys, Kiernan va escriure Shakespeare: Poet and Citizen (Shakespeare: Poeta i ciutadà), un llibre en el qual treballava des del 1947. Un segon volum, Eight Tragedies of Shakespeare (Vuit tragèdies de Shakespeare), va seguir el 1996. El seu darrer llibre  Horace: Poetics and Politics (Horaci: poètica i política) va aparèixer el 1999. Kiernan va morir a l'edat de 95 anys a Stow, Escòcia.

## Obra
Kiernan va ser important en la floració de la historiografia marxista britànica de la postguerra que va contribuir a transformar la comprensió de la història social. Cercant camins de sortida des d'un estalinisme paralitzant, aquest moviment intel·lectual va créixer a partir de diverses figures com E.P. Thompson, Christopher Hill, Rodney Hilton, Kiernan i Eric Hobsbawm. Des del millor de l'arsenal cultural de l'esquerra britànica, van acollir un diàleg obert amb tradicions no marxistes. Una part d'aquest diàleg es va produir a través de la revista Past & Present, una revista d'història social que es va convertir en la més prestigiosa del món de parla anglesa. Kiernan va escriure un assaig important el 1952 per al primer número de la revista ("Evangelicalism and the French Revolution"), va escriure diversos articles emblemàtics i va formar part posteriorment del seu consell de redacció, de 1973 a 1983. També va contribuir a la revista New Left. Mentre Thompson, Hill i Hilton estaven més immersos en la història social anglesa, Kiernan i Hobsbawm practicaven un treball històric amb aspiracions més globals. Les contribucions de Kiernan van incloure l'estudi de les elits en la història, les mitologies de l'imperialisme, el folklore del capitalisme i del conservadorisme, la literatura i el canvi social.